# Like.Share.Follow.
Like.Share.Follow. é um filme de terror psicológico americano de 2017, escrito e dirigido por Glenn Gers. É estrelado por Keiynan Lonsdale e Ema Horvath.
O filme teve sua estreia mundial no Screamfest Horror Film Festival em 18 de outubro de 2017. Foi lançado em 31 de outubro de 2017 pela Cinemax.

## Enredo
Garrett, uma estrela em ascensão do YouTube, começa um relacionamento com Shell, uma fã obsessiva, que quer destruir sua vida.

## Elenco
- Keiynan Lonsdale como Garret
- Ema Horvath como Shell
- Nate Hartley como Lyle
- Amy Pham como Kiki
- Abraham Benrubi como detetive Yarden
- Michael Boatman como Norman
- Remy Nozik como Petunia
- Monica Lopez como Marie
- Andrew Spieler como Bruteburger

## Produção
As filmagens começaram em 15 de setembro de 2015.

## Lançamento
Ele teve sua estreia mundial no Screamfest Horror Film Festival em 18 de outubro de 2017. O filme foi lançado em 31 de outubro de 2017.